# En fri mand
En fri mand er en dansk miniserie fra 1996 bestående af to afsnit. Den er instrueret den svenske instruktør Daniel Alfredson og har blandt andre Ole Ernst og Marina Bouras i hovedrollerne.
Serien fokuserer på manden Frank Møller, der søger husly hos sin voksne datter efter 12 år i fængsel. Hans datter har stiftet familie og er ikke er glad for at se ham igen. Selvom Frank hurtigt finder et arbejde og vil leve et normalt liv, bliver han stadig overvåget.

## Medvirkende
- Ole Ernst - Frank Møller
- Marina Bouras - Susanne, Franks datter
- Lars Bom - Leif Winther, Susannes mand
- Oskar McWilliam - Michael Winther, Susanne og Leifs søn
- Solbjørg Højfeldt - Ellen Nielsen
- Nicolaj Kopernikus - Morten, Ellens søn
- Lars Knutzon - Åge Rasmussen
- Waage Sandø - Ole Nymann
- Torben Jensen - Søren Lambertsen
- Preben Harris - Ib Kock
- Dejan Čukić - Eddie
- Runi Lewerissa - Mehmet
- Morten Schmidt - Dennis
- Peter Hesse Overgaard - Bistrup
- Jesper Lohmann - Conradsen
- Vera Gebuhr - fru Blomberg
- Pia Jondal - fru Holm
- Søren Steen - leder af herberg
- Claus Strandberg - værtshusholder
- Lars Lunøe - forretningsmand
- Morten Eisner - lagerboss
- Lars Lippert - ekspedient
- Aksel Rasmussen - ældre mand